# Ą̄̂
Ą̄̌, ą̄̌ – litera rozszerzonego alfabetu łacińskiego, powstała poprzez połączenie litery A z ogonkiem, cyrkumfleksem i makronem. Wykorzystywana jest w zapisie języka kaska, w którym oznacza nazalizowaną samogłoskę półotwartą tylną zaokrągloną w iloczasie ([ãː]), wymawianą z tonem opadającym.

## Kodowanie
| Forma     | Wygląd | Części składowe | Części składowe | Części składowe | Kodowanie            |
| --------- | ------ | --------------- | --------------- | --------------- | -------------------- |
| majuskuła | Ą̄̌      | U+0104 Ą        | U+0304 ◌̄        | U+0302 ◌̂        | U+0104 U+0304 U+0302 |
| minuskuła | ą̄̌      | U+0105 Ą        | U+0304 ◌̄        | U+0302 ◌̂        | U+0104 U+0304 U+0302 |